# LGA 1248
LGA 1248는 인텔 아이테니엄 9300 계열 프로세서용 CPU 소켓이다. 이 소켓은 아이테니엄 9100계열 프로세서용 PAC611(PPGA661)을 대체하며 인텔 퀵패스 인터커넥트가 추가되었다.

## 같이 보기
- CPU 소켓
- 인텔 마이크로프로세서 목록
- 인텔 아이테니엄 마이크로프로세서 목록